# Bergen, Limburg
Bergen este o comună și o localitate în provincia Limburg, Țările de Jos.

## Localități componente
Afferden, Bergen, Nieuw-Bergen, Siebengewald, Well, Wellerlooi